# Sciomyza thoracica
Sciomyza thoracica är en tvåvingeart som först beskrevs av Zetterstedt 1846.  Sciomyza thoracica ingår i släktet Sciomyza och familjen kärrflugor.
Artens utbredningsområde är Sverige. Inga underarter finns listade i Catalogue of Life.